# Famille Tronchay
 (juillet 2025).
La famille Tronchay est une famille riche et notable de la Mayenne et de la Bretagne. 

## Origines
La famille du Tronchay est originaire d'Angleterre et, d'après la tradition, remontait à un certain Tronck.[réf. nécessaire]

## Armoiries
Les armes des du Tronchay se blasonnent ainsi : d'azur à l'aigle d'or, au soleil de même posé au canton droit du chef de Vécu.[réf. nécessaire]
Plus tard, la branche de Vayres ajoute deux aigles comme support, la couronne de marquis  et la devise : Solus intueor.[réf. nécessaire]

## Généalogie
Quoi qu'il en soit, on sait qu'elle s'établit en Bretagne, où elle fonda une abbaye près de Dol-de-Bretagne ; le nom de Perrin du Tronchay est cité dans l'association des gentilshommes de l'évêché de Rennes en 1370 ; son fils ainé, Briand, mentionné en 1427, épousa une demoiselle de la Saudraye, qui lui donna deux fils : 
- Pierre, inscrit en 1482 au catalogue des gentilshommes[1] et
- Gilles, époux de Marguerite Cordel ou Cordeau, qui, le premier, s'établit en Mayenne ; il y possédait la seigneurie de Montargis, à laquelle il fit donner le nom du Tronchay par lettres patentes. C'est là le nouveau berceau de la famille:
  - celui de Thomas, sieur du Tronchay, du Haut-Breil et de Baladé, époux de Jacquine Pitard, fils de Gilles, et du petit-fils de Gilles, Jean du Tronchay, sieur du Haut-Breil, qui fut licencié es lois, enquêteur de Mayenne. C'est à lui sans doute que se rapporte la pierre tombale de « Jean Tronchay, sieur du Breil, » inhumé à Notre-Dame de Mayenne en 1556 ou 1557. En 1513, Jean du Tronchay demande la main de Geneviève, fille de Jean de Letoré, sieur des Loges ; elle lui donne plusieurs héritiers :
- l'ainé, Baptiste Tronchay, sieur de Baladé en Aron, qui serait né à Sablé en 1508, selon La Croix du Maine, épousa, le 7 mars 1537, Jeanne Pancelot de la Paqueraye. Il cultiva les belles-lettres et fut conseiller au présidial du Mans où il mourut le 21 juin 1557. Il a pour fils : 
  - Georges Tronchay ;
  - Nicolas Tronchay, seigneur de Chandemanche (Morannes), des Brardières (Méral), mari de Renée le Bret ; l'homme le plus riche du Maine et de l'Anjou, gentilhomme ordinaire de la chambre du roi, père de François Tronchay, grand audiencier de France, 1661 ;
    - François, chevalier, sieur de Martigné, en Avessé, secrétaire du roi, pourvu grand audiencier de France à la mort de Thibaud des Portes, épousa Claude, comtesse de Brehan de Lisle. 
      - Son fils Louis, sieur de Martigné et de la Tour-au-Bègue. mort le 5 février 1710, épousa le 23 décembre 1670 Renée-Suzanne Huault, dame de Vayres, fille de Pierre, marquis de Vayres, comte de Jouy, gentilhomme ordinaire de la Chambre du roi, et d'Anne d'Heilly de Pisseleu, qui mourut en 1716. De ce mariage naquirent : 
        - Jean-Paul du Tronchay, chevalier, marquis de Vayres, qui épousa, le 4 septembre 1715, Anne Aubourg ;
        - Jean-Louis, gui fut d'église ;
        - Renée-Françoise, qui épousa, le 14 août 1690, Charles-François du Pouget, marquis de Nadaiilac, et mourut le 5 janvier 1709 ;
        - Geneviève-Marie, qui épousa, le 13 janvier 1695, Godefroy de Chaussecourt, comte de l'Espinasse, mort en 1709, et, en secondes noces, Philippe de Tournyol, sieur de Bournazeau, président de l'élection de Guéret.

    - Renée, mariée, par contrat du 18 avril 1610, à Charles Le Roy de la Potherie, conseiller du roi, procureur au Châtelet, d'où Robert et Claude Le Roy.
    - Catherine, mariée à Jean Gilles, chevalier, sieur de la Groie ou de la Grue, président des trésoriers de France à Tours, maître d'hôtel de Marie de Médicis.
    - Guillaume, sieur de Vion, conseiller au Grand Conseil en 1625, puis au Parlement de Paris; époux de Françoise Sain, qui lui donna deux enfants : 
      - Charles, docteur en Sorbonne, chanoine de la sainte chapelle du Palais, à Paris, mort le 7 août 1714 ;
      - Marie-Elisabeth, femme de François Mouster ou Moustier, sieur de Monguichet, secrétaire du roi, ambassadeur près des cantons Suisses.

    - Charles, chevalier, conseiller au Parlement le 30 août 1621, conseiller du roi en 1640, président de la troisième Chambre des enquêtes en 1645, intendant de Caen en 1646, épousa Louise Leboults, qui lui donna : 
      - une fille, Marie, et
      - un fils, Louis, époux, en septembre 1668, d'Eléonore Le Pauvre. Louis, fils du précédent, capitaine au régiment de Picardie, eut pour enfants : 
        - Éléonore, épouse de J.B. Pinot de la Godinaye, et
        - Louis-Joseph-Denis, sénéchal, lieutenant général de Saumur en 1731, époux, en 1727, de Charlotte-Françoise Poulain d'Egrie. De ce mariage naquit Louis-Guy-Éléonore, le 28 février 1731.

  - Félix Tronchay, sieur de la Noë (Morannes), ministre protestant de Beaufort-en-Vallée, député au synode de Montauban[2] ;
  - Louis Tronchay, sieur de la Forterie. l'un des plus doctes et plus savants jeunes hommes de France et des plus affectionnés aux lettres, auteur de plusieurs poèmes et d'une histoire détaillée des troubles religieux ; il fut tué par les soldats catholiques, au village de Thou, en Nivernais.
- Son frère cadet, Gaspard Tronchay, naquit en 1524 ou 1525 à Mayenne ;  médecin.
  - Mathurin Tronchay, sieur de Vautorte

## Personnalités
- Baptiste Tronchay (1508-1557), écrivain français.
- Gaspard Tronchay (1524-?), médecin et écrivain français.
- Georges Tronchay (1540-1582), fils de Baptiste Tronchay, écrivain français.
- Louise de Bellère du Tronchay, dite Louise du Néant (1639-1694), mystique française.
- Charles du Tronchay, chanoine de la Cathédrale du Mans dès 1595, mort le 30 juin 1630[3].
- Michel Tronchay (1668-1703), écrivain français.